# Phạm Văn Đồng
Phạm Văn Đồng (listenⓘ; Đức Tân, Mộ Đức, provincia de Quảng Ngãi, Indochina francesa; 1 de marzo de 1906-29 de abril de 2000) fue un político vietnamita que se desempeñó como primer ministro de Vietnam del Norte de 1955 a 1976. Posteriormente se desempeñó como primer ministro de Vietnam, tras la reunificación de Vietnam del Norte y del Sur, de 1976 hasta su jubilación en 1987 bajo la presidencia de Lê Duẩn y Nguyễn Văn Linh. Fue considerado uno de los lugartenientes más cercanos de Ho Chi Minh.
Pham Van Dong es el primer ministro de Vietnam con más años de servicio, más de 30 años, desde 1955 hasta 1987, y estudiante y colaborador cercano de Ho Chi Minh. Su apodo es To, este solía ser su alias. También se llamaba Lam Ba Kiet cuando trabajaba como subdirector de la Fiscalía del Distrito en Guilin (el director era Ho Hoc Lam).

## Biografía
Según un informe oficial, Dong nació en una familia de funcionarios públicos en la aldea de Đức Tân, distrito de Mộ Đức, en la provincia de Quảng Ngãi, en la costa central, el 1 de marzo de 1906. En 1925, a la edad de 18 años, se unió a sus compañeros de estudios. organizar una sentada escolar para lamentar la muerte del famoso erudito patriótico Phan Châu Trinh. 
Por esta época desarrolló un interés por el Partido Comunista y por la unificación y descolonización de Vietnam. En 1926, viajó a Cantón, en el sur de China, para asistir a un curso de formación dirigido por Nguyen Ai Quoc (más tarde conocido como Ho Chi Minh), antes de ser admitido como miembro de la Liga Juvenil Revolucionaria Vietnamita, o para abreviar Thanh Niên, la predecesora del Partido Comunista de Vietnam (PCV).
En 1929 trabajó para Thanh Niên en Saigón. Ese mismo año fue arrestado, juzgado por las autoridades coloniales francesas y condenado a diez años de prisión. Cumplió su condena en la prisión de la isla Poulo Condore hasta 1936, cuando fue puesto en libertad gracias a la amnistía general concedida por el gobierno del Frente Popular en Francia tras sus recientes éxitos electorales.

## Trayectoria
En 1936 salió de prisión y comenzó a operar en Hanói. En 1940, fue en secreto a China con Võ Nguyên Giáp, se unió al Partido Comunista de Indochina y Ho Chi Minh le encargó la tarea de construir una base en la frontera entre Vietnam y China. 
Phạm Văn Đồng se unió al Partido Comunista de Indochina en 1940 y luego continuó participando en actividades dirigidas por Ho Chi Minh. En 1945, en el Asamblea Popular Nacional de China de Tân Trào, fue elegido miembro del Comité Permanente de cinco miembros del Comité Nacional para la Liberación, que se preparaba para la Revolución de agosto.
Después de que Ho Chi Minh llegara al poder durante la Revolución de agosto de 1945, Phạm Văn Đồng fue nombrado ministro de Finanzas del recién establecido gobierno de la República Democrática de Vietnam (DRV), cargo que ocupó hasta 1946.
Antes de asumir el cargo de ministro de Finanzas, el 31 de mayo de 1946, fue jefe de la delegación de la República Democrática de Vietnam en Fontainebleau (Francia) en sustitución de Nguyễn Tường Tam, quien no asumió la tarea, buscando una solución independiente para Indochina. Sin embargo, la conferencia fracasó porque Francia no fijó una fecha límite definitiva para el referéndum en Cochinchina.
En 1947 fue elegido miembro suplente del Comité Central del Partido Comunista de Indochina (comisionado oficial desde 1949). A partir de julio de 1949 fue nombrado vice primer ministro.
En septiembre de 1954, Phạm Văn Đồng fue nombrado ministro de Asuntos Exteriores de la República Democrática de Vietnam y jefe de Asuntos Exteriores del Comité Central del Partido. En la quinta sesión de la primera Asamblea Nacional de la DRV (1955), Dong fue nombrado primer ministro de la República Socialista de Vietnam y vicepresidente del Consejo de Defensa Nacional hasta su jubilación en 1987. Fue miembro de la Asamblea Nacional. de 1946 a 1987.
En 1963, Đồng participó en el "asunto Maneli", llamado así por Mieczysław Maneli, el comisionado polaco ante la Comisión Internacional de Control. En mayo de 1963, Đồng le comunicó a Maneli su interés en su plan de paz, que proponía una federación de los dos Vietnams, afirmando que, siempre que los asesores estadounidenses abandonaran Vietnam del Sur, "podríamos llegar a un acuerdo con cualquier vietnamita".  Ante los problemas que planteaba la sequía en Vietnam del Norte, Đồng le comunicó a Maneli su disposición a aceptar un alto el fuego, seguido de un trueque de carbón de Vietnam del Norte por arroz de Vietnam del Sur.  Esta propuesta no prosperó ante la resistencia tanto del gobierno de Vietnam del Sur como de Estados Unidos y la oposición de los aliados de Vietnam del Norte.
Entre 1964 y 1965, Đồng participó en la llamada "Misión Seaborn", reuniéndose con el diplomático J. Blair Seaborn, quien se desempeñaba como Comisionado Canadiense ante la Comisión de Control Internacional . El 8 de junio de 1964, Đồng se reunió con Seaborn en Hanói. Seaborn recibió una oferta del presidente Johnson, quien prometía miles de millones de dólares en ayuda económica estadounidense y el reconocimiento diplomático de Vietnam del Norte a cambio de que este pusiera fin a sus intentos de derrocar al gobierno de Vietnam del Sur.  Seaborn también advirtió que Johnson le había dicho que estaba considerando una campaña de bombardeo estratégico contra Vietnam del Norte si su oferta era rechazada.  Đồng le dijo a Seaborn que las condiciones estadounidenses eran inaceptables, ya que exigía el fin de la asistencia estadounidense a Vietnam del Sur; que Vietnam del Sur se volviera neutral en la Guerra Fría; y que el Frente de Liberación Nacional , más conocido como el Viet Cong, participara en un gobierno de coalición en Saigón.